# 반지름 순 항성 목록

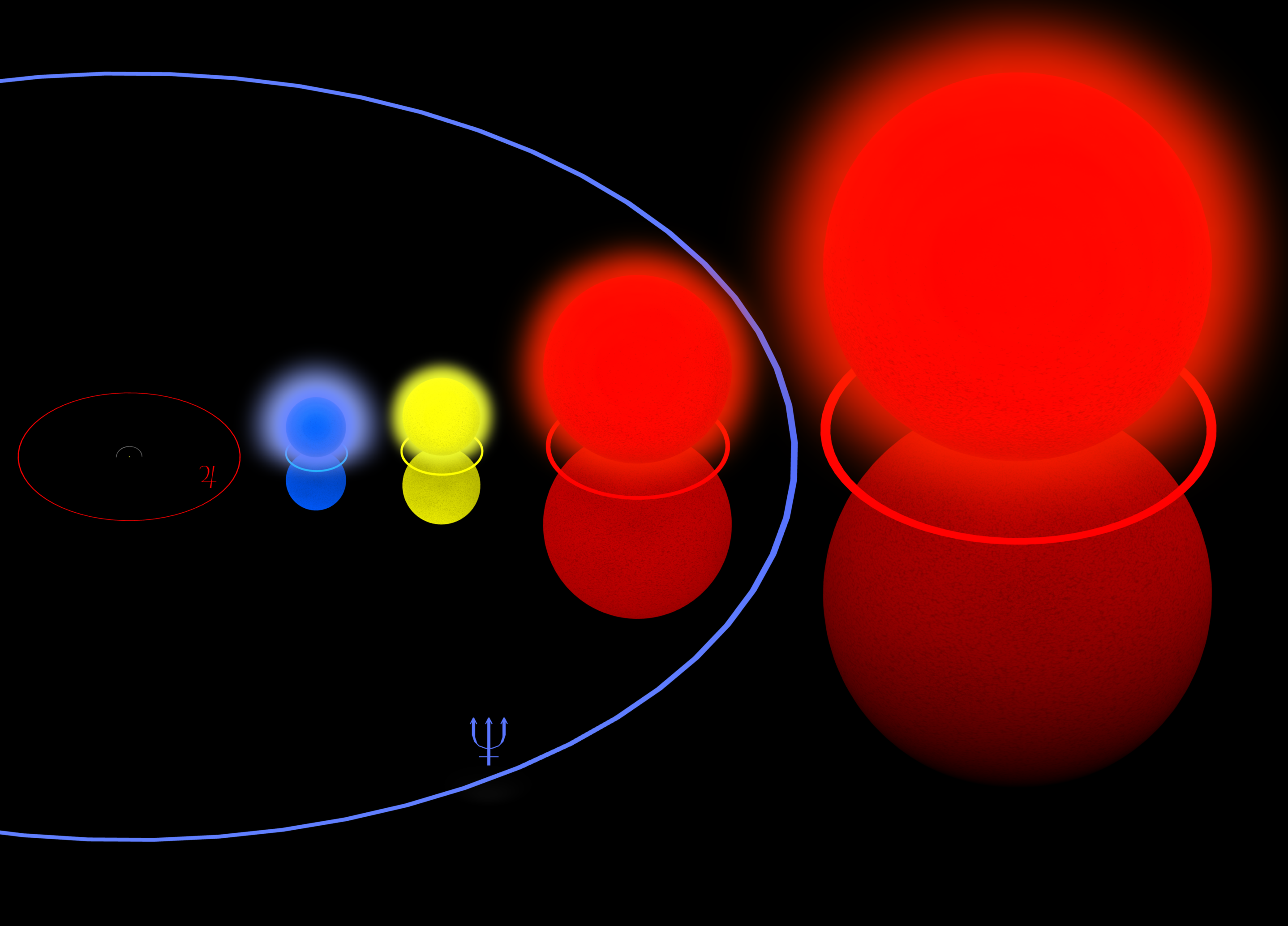
태양, 지구, 목성, 해왕성의 궤도를 네 개의 별(피스톨별, 카시오페이아자리 로, 베텔게우스, 큰개자리 VY)과 비교한 것이다.

아래는 현재까지 관측된 별들을 반지름이 큰 순서대로 정렬한 표이다. 반지름의 단위는 태양반경을 기준으로 한다. 반지름 순위에서 상위권을 차지하는 별들은 극대거성이나 적색초거성이다. 이들은 관측방법에 따라 측정값이 달라지기도 한다.
아래 목록 중 상위를 차지하는 별들의 반지름은 막대하게 크기 때문에, 만약 이 별들을 우리 태양 대신 태양계 중앙에 놓는다고 가정하면, 그 표면이 보통 목성 궤도를 전후하여 미치는 경우가 많다. 그러나 이들은 덩치와 비교하면 밀도는 매우 희박하다.
대표적으로 큰개자리 VY가 있는데, 크기는 매우 거대해서 목성의 궤도를 훌쩍 넘고 토성의 궤도에 다다름에도 불구하고 질량은 고작 태양의 17배 밖에 되지 않는다.

## 개요
목록의 순서는 완벽하지 않으며, 정확히 밝혀진 것이 아니다.
- 때때로 측정된 값에 큰 불확실성이 있다.
- 대부분 별과의 거리는 정도가 달라서 불확실하며 이러한 불확실성은 크기측정에 영향을 주게 된다.
- 거대한 대기를 가진 목록의 모든 별은 대부분 불투명한 먼지껍질이나 원반에 깊이 숨어있으며, 맥동한다. 그렇기 때문에 이들의 반지름은 명확하지 않다.
- 반지름이 큰 별들은 보통 생명의 끝에 다다른 존재이기 때문에 불안정하며, 변광성의 성질을 가진 경우가 많다. 따라서 밝기를 기준으로 한 별들의 반지름값은 측정 기준에 따라 변화할 수 있다.
- 보통의 항성 목록에서는 쌍성을 하나처럼 취급하는 경우가 많으나, 아래 목록에서는 분리하여 실었다.
- 항성진화 모형과 하야시의 불안정대에 기초하여, 우리은하 내의 별들은 태양 반지름의 약 1,500 배를 넘지 못한다는 예측에 대한 이론적 추측이 있다. 정확한 한계에 대해서는 별의 중원소 함량에 달려 있다. 예를 들어 마젤란 성운에 있는 초거성들의 약간씩 다른 온도 및 밝기 한계를 가진다. 한계를 넘는 별들은 거대한 방출과 단 몇달 만의 분광형 변화를 겪는다.
- 상위권 목록은 발견된 별 다수를 싣고 있으나, 태양과 비슷하거나 그보다 약간 작은 별들은 비교를 위해 일부만 실은 것이다.
- ( ) 안에 쓰인 수치는 어느정도 근거가 있는 다른 연구결과이다.

## 은하계 별들
- 마젤란 은하에 대한 탐사는 많은 적색초거성을 목록에 수록하였고 이들 중 44 개는 그 크기가 최소 태양의 700 배(아래 표 구분행)에서 최대 1,200~1,300 배에 이른다.[1]

## 목록

### 우리 은하
| 항성 이름                           | R☉                 | 측정 방법   | 정보 |
| ----------------------------------- | ------------------ | ----------- | --- |
| 토성의 궤도                         | 1,940 ~ 2,169      |             | 참고용 |
| 항성 크기의 이론적 한계 (우리 은하) | ≳1,700             | L/Teff      | 참고용 |
| RSGC1-F01                           | 1,530 ± 370        | L/Teff      | |
| 큰개자리 VY                         | 1,420±120          | L/Teff      | 관측사상 가장 큰 별로 알려진 적도 있으나 그 크기가 항성진화 이론에 따르면 지나치게 거대했다. 더 정교한 관측 결과 반지름은 예전 측정치보다 많이 줄어들었다. 하지만 2020년 관측 결과 2069배로 확인되었다.      |
| 전갈자리 AH                         | 1,411 ± 124        | AD          | 전갈자리 AH는 광학 대역에서 거의 3 등급까지 변하는 변광성으로, 총 광도의 20%로 측정되었다. 직경의 변화는 온도 또한 변화하기 때문에 분명하지 않다.                                                            |
| RSGC1-F06                           | 1,380 ± 330        | L/Teff      | |
| 페르세우스자리 S                    | 1,364              | AD & L/Teff | 페르세우스자리 이중성단에 있다. |
| 궁수자리 VX                         | 1,356              | L/Teff      | 수축과 팽창에 따라 밝기가 크게 차이 나는 맥동변광성이다. |
| 백조자리 NML                        | 1,350              | L/Teff      | |
| 스티븐슨 2 DFK 2                    | 1,300 ± 300        | L/Teff      | 또 다른 적색 초거성인 스티븐슨 2 DFK 1의 추정 반지름은 2,150 R☉입니다. 그러나 이 별은 스티븐슨 2 성단의 구성원이 아닐 가능성이 있으며, 시선속도로만 측정되었기 때문에 거리 불확실성이 50% 정도입니다.        |
| 스티븐슨 2 DFK 49                   | 1,300 ± 300        | L/Teff      | 적색 초거성 단계를 벗어난 황색 초거성 IRC +10420과 유사한 K형 별 |
| HD 143183                           | 1,261              | L/Teff      | |
| 카시오페이아자리 PZ                 | 1,259 ~ 1,336      | L/Teff      | 카시오페이아자리 PZ는 무거운 먼지 소광 영역에 위치해 있다. 다른 의견 으로는, 실제 값은 1,260 ~ 1,340에 이른다는 주장도 있다.                                                                                 |
| 세페우스자리 뮤                     | 1,259              | L/Teff & AD | 윌리엄 허셜의 석류석 별이다. |
| RSGC1-F10                           | 1,250 ± 290        | L/Teff      | |
| 세페우스자리 V354                   | 1,245              | L/Teff      | |
| 웨스터룬드 1-237                    | 1,241              | L/Teff      | |
| 세페우스자리 ST                     | 1,218              | L/Teff      | |
| IRC −10414                          | 1,200              | L/Teff      | |
| RSGC1-F05                           | 1,200 ± 300        | L/Teff      | |
| 외뿔소자리 V517                     | 1,196+80 −159      | L/Teff      | |
| GCIRS 7                             | 1,170              | AD          | H 대역에서 개괄적으로 분석되었다. K 대역 결과로 별주위 환경이 존재함을 알 수 있다. GCIRS 7과 별주위 환경의 크기는 일정하지 않다.                                                                             |
| 웨스터룬드 1 W26                    | 1,165±58–1,221±120 | L/Teff      | 이 별은 강력한 전파를 방출하는 특이한 별로 매개변수들은 매우 불확실하다. 스펙트럼은 변하나 밝기는 일정하다.                                                                                                  |
| 용골자리 EV                         | 1,165              | L/Teff      | |
| [A72c] 16                           | 1,157              | L/Teff      | |
| 돛자리 WY A                         | 1,157              | L/Teff      | [ 19 ] |
| RSGC1-F02                           | 1,128              | L/Teff      | |
| 목성의 궤도                         | 1,114.5–1,115.8    |             | 참고용 |
| 세페우스자리 RW                     | 1,100±40           | L/Teff      | 밝기(최소 3배 차이)와 분광형(G8에서 M까지 변한다.)이 크게 변하므로 크기 역시 크게 변할 것으로 추측된다. 다만 가장 밝아졌을 때의 분광형과 표면 온도가 불확실하므로 앞의 반지름 수치는 단순 예측치에 불과하다. |
| 센타우루스자리 V766                 | 1,060–1,160        | AD          | HR 5171 A는 근접쌍성계에 있는 매우 찌그러진 모양의 별으로, 짝별에게 질량을 잃고 있다. |
| 용골자리 CK                         | 1,060              | L/Teff      | |
| 백조자리 KY                         | 1,033              | L/Teff      | |
| 백조자리 BC                         | 1,031              | L/Teff      | |
| 베텔게우스                          | 1,021              | AD          | 태양과 황새치자리 R만이 베텔게우스보다 각지름이 크다. |
| 궁수자리 KW                         | 1,009              | L/Teff      | |
| 센타우루스자리 V396                 | 965                | L/Teff      | |
| 용골자리 V602                       | 932                | AD & L/Teff | 가능한 허용 오차: ±165 R☉. |
| 카시오페이아자리 S                  | 930                |             | |
| 방패자리 UY                         | 909                | L/Teff      | |
| 용골자리 RT                         | 861                | L/Teff      | |
| 고물자리 V384                       | 850                | L/Teff      | |
| 백조자리 BI                         | 797 (1,650)        | L/Teff      | 성간소광 현상 때문에 반지름 및 표면온도를 정확히 측정할 수 없는 별들 중 하나다. |
| 게자리 R                            | 780                | L/Teff      | |
| 페르세우스자리 SU                   | 780                | L/Teff      | 페르세우스자리 이중성단에 있다. |
| HIP 52329                           | 780                | L/Teff      | |
| 세페우스자리 VV A                   | 779                | AD          | 세페우스자리 VV 쌍성계 중 밝은 A로, 짝별과의 거리는 매우 가까우며 A 자체는 심하게 찌그러져 있는데 이는 A의 질량 일부가 짝별 B로 흘러들어 가기 때문으로 보인다.                                               |
| 세페우스자리 V355                   | 770                | L/Teff      | |
| 카시오페이아자리 GP                 | 755                | L/Teff      | |
| 소행성대 외곽 경계                  | 750 ~ 900          |             | 참고용 |
| 카시오페이아자리 V648               | 710                | L/Teff      | |
| 안타레스 A                          | 680                | AD          | 전갈자리에서 가장 밝으며 쌍성계이다. 초거성이라 보기에는 약간 애매한 M형 거성 또는 초거성이다. 그리고 안타레스 B는 B형 주계열성이다.                                                                         |
| 전갈자리 V915                       | 571                | L/Teff      | |
| 남십자자리 DU                       | 568                | L/Teff      | |
| 용골자리 IX                         | 566                | L/Teff      | |
| 사자자리 CW                         | 560                | L/Teff      | |
| 여우자리 NR                         | 553                | L/Teff      | |
| 페르세우스자리 RS                   | 547                | AD & L/Teff | 페르세우스자리 이중성단에 있다. 가능한 허용 오차: ±30 R☉. |
| 용골자리 V382                       | 485                |             | 흔치 않은 황색 극대거성이다. |
| 용골자리 BO                         | 439                | L/Teff      | |
| 피스톨별(권총별)                    | 420                |             | 밝은 청색변광성이다. |
| 용골자리 V528                       | 415                | L/Teff      | |
| 황새치자리 R                        | 298 (420)          |             | 태양과 질량이 비슷하지만 크기는 훨씬 크고 또 훨씬 밝은 점근거성이며, 밤하늘의 별들 중 각지름이 가장 크다. |
| 용골자리 에타                       | 240 (881)          |             | 밝은 청색변광성이다. |
| 웨젠                                | 215                |             | 분광형 F형의 황색 초거성이다. |

### 마젤란 은하
| 항성 이름            | R☉            | 측정 방법 | 정보                                                                            |
| -------------------- | ------------- | --------- | ------------------------------------------------------------------------------- |
| 토성의 궤도          | 1,940 ~ 2,169 |           | 참고용                                                                          |
| HV 888               | 1,765         | L/Teff    | 대마젤란 은하안에 있다.                                                         |
| WOH G64              | 1,540         | L/Teff    | 위치 및 움직임이 비정상적이며, 단순히 전면(前面)의 헤일로 거성일 가능성도 있다. |
| IRAS 05280-6910      | 1,367 (1,736) | L/Teff    | 대마젤란 은하에서 가장 덩치가 큰 별일 가능성이 있다.                            |
| IRAS 04509-6922      | 1,360         | L/Teff    | 대마젤란 은하안에 있다.                                                         |
| SP77 46-44(WOH S341) | 1,278         | L/Teff    | 대마젤란 은하안에 있다.                                                         |
| LMC 136042           | 1,240         | L/Teff    | 대마젤란 은하안에 있다.                                                         |
| LMC 175464           | 1,200         | L/Teff    | 대마젤란 은하안에 있다.                                                         |
| LMC 135720           | 1,200         | L/Teff    | 대마젤란 은하안에 있다.                                                         |
| SMC 5092             | 1,220         | L/Teff    |                                                                                 |
| SMC 18136            | 945           | L/Teff    |                                                                                 |
| HV 2112              | 675 – 1,193   | L/Teff    |                                                                                 |

## 참고 문헌
내용주
1. 1 2  AD: 시직경과 거리를 기반하여 계산됨
L/Teff: 볼로미터 광도와 유효온도를 기반하여 계산됨

참조주
1. ↑  Levesque, E. M.; Massey, P.; Olsen, K. A. G.; Plez, B.; Meynet, G.; Maeder, A. (2006). “The Effective Temperatures and Physical Properties of Magellanic Cloud Red Supergiants: The Effects of Metallicity”. 《The Astrophysical Journal》 645 (2): 1102. arXiv:astro-ph/0603596. Bibcode:2006ApJ...645.1102L. doi:10.1086/504417.
2. ↑  Healy, Sarah; Horiuchi, Shunsaku; Ashall, Chris (2024년 12월 5일). “The Red Supergiant Problem: As Seen from the Local Group's Red Supergiant Populations”. arXiv:2412.04386 [astro-ph.SR].
3. 1 2 3 4 5 6 7  Humphreys, Roberta M.; Helmel, Greta; Jones, Terry J.; Gordon, Michael S. (August 2020). “Exploring the Mass Loss Histories of the Red Supergiants”. 《The Astronomical Journal》 160 (3): 145. arXiv:2008.01108. Bibcode:2020AJ....160..145H. doi:10.3847/1538-3881/abab15. S2CID 220961677.
4. ↑  Wittkowski, M.; Hauschildt, P. H.; Arroyo-Torres, B.; Marcaide, J. M. (April 2012). “Fundamental properties and atmospheric structure of the red supergiant VY Canis Majoris based on VLTI/AMBER spectro-interferometry”. 《Astronomy and Astrophysics》 540: L12. arXiv:1203.5194. Bibcode:2012A&A...540L..12W. doi:10.1051/0004-6361/201219126. ISSN 0004-6361. S2CID 54044968.
5. ↑  Alcolea, J.; Bujarrabal, V.; Planesas, P.; Teyssier, D.; Cernicharo, J.; De Beck, E.; Decin, L.; Dominik, C.; Justtanont, K.; de Koter, A.; Marston, A. P.; Melnick, G.; Menten, K. M.; Neufeld, D. A.; Olofsson, H.; Schmidt, M.; Schöier, F. L.; Szczerba, R.; Waters, L. B. F. M. (November 2013). “HIFISTARS Herschel/HIFI observations of VY Canis Majoris. Molecular-line inventory of the envelope around the largest known star”. 《Astronomy & Astrophysics》 559: 25. arXiv:1310.2400. Bibcode:2013A&A...559A..93A. doi:10.1051/0004-6361/201321683. ISSN 0004-6361. S2CID 263787323.
6. ↑  Gordon, Michael S.; Jones, Terry J.; Humphreys, Roberta M.; Ertel, Steve; Hinz, Philip M.; Hoffman, William F.; Stone, Jordan; Spalding, Eckhart; Vaz, Amali (February 2019). “Thermal Emission in the Southwest Clump of VY CMa”. 《The Astronomical Journal》 157 (2): 57. arXiv:1811.05998. Bibcode:2019AJ....157...57G. doi:10.3847/1538-3881/aaf5cb. S2CID 119044678.
7. ↑  Wittkowski, M.; Hauschildt, P. H.; Arroyo-Torres, B.; Marcaide, J. M. (2012). “Fundamental properties and atmospheric structure of the red supergiant VY Canis Majoris based on VLTI/AMBER spectro-interferometry”. 《Astronomy & Astrophysics》 540: L12. arXiv:1203.5194. Bibcode:2012A&A...540L..12W. doi:10.1051/0004-6361/201219126.
8. ↑  
Y. K. Choi; Hirota, Tomoya; Honma, Mareki; Kobayashi, Hideyuki; Bushimata, Takeshi; Imai, Hiroshi; Iwadate, Kenzaburo; Jike, Takaaki; Kameno, Seiji (2008). “Distance to VY VMa with VERA”. 《Publications of the Astronomical Society of Japan》 (Publications Astronomical Society of Japan) 60: 1007. arXiv:0808.0641. Bibcode:2008PASJ...60.1007C.
9. ↑  Neufeld, David A.; Menten, Karl M.; Durán, Carlos; Güsten, Rolf; Kaufman, Michael J.; Kraus, Alex; Mazumdar, Parichay; Melnick, Gary J.; Ortiz-Leon, Gisela; Wiesemeyer, Helmut; Wyrowski, Friedrich (2020년 11월 3일). “Terahertz Water Masers: II. Further SOFIA/GREAT Detections toward Circumstellar Outflows, and a Multitransition Analysis”. 《arXiv:2011.01807 [astro-ph]》. arXiv:2011.01807.
10. ↑  Matsuura, Mikako; Yates, J. A.; Barlow, M. J.; Swinyard, B. M.; Royer, P.; Cernicharo, J.; Decin, L.; Wesson, R.; Polehampton, E. T.; Blommaert, J. A. D. L.; Groenewegen, M. A. T. (2013년 10월 30일). “Herschel SPIRE and PACS observations of the red supergiant VY CMa: analysis of the molecular line spectra”. 《Monthly Notices of the Royal Astronomical Society》 437 (1): 532–546. arXiv:1310.2947. doi:10.1093/mnras/stt1906. ISSN 0035-8711. S2CID 53393704.
11. ↑  Arroyo-Torres, B.; Wittkowski, M.; Marcaide, J. M.; Hauschildt, P. H. (2013). “The atmospheric structure and fundamental parameters of the red supergiants AH Scorpii, UY Scuti, and KW Sagittarii”. 《Astronomy & Astrophysics》 554: A76. doi:10.1051/0004-6361/201220920.
12. ↑  Richichi, A.; Percheron, I.; Khristoforova, M. (2005년 2월 1일). “CHARM2: An updated Catalog of High Angular Resolution Measurements”. 《Astronomy & Astrophysics》 431 (2): 773–777. Bibcode:2005A&A...431..773R. doi:10.1051/0004-6361:20042039. ISSN 0004-6361. Data about NML Cygni (IRC +40448) is found here at VizieR.
13. ↑  Fok, Thomas K. T.; Nakashima, Jun-ichi; Yung, Bosco H. K.; Hsia, Chih-Hao; Deguchi, Shuji (November 2012). “Maser Observations of Westerlund 1 and Comprehensive Considerations on Maser Properties of Red Supergiants Associated with Massive Clusters”. 《The Astrophysical Journal》 760 (1): 65. arXiv:1209.6427. Bibcode:2012ApJ...760...65F. doi:10.1088/0004-637X/760/1/65. ISSN 0004-637X. S2CID 53393926.
14. 1 2 3 4 5 6 7  Healy, Sarah; Horiuchi, Shunsaku; Molla, Marta Colomer; Milisavljevic, Dan; Tseng, Jeff; Bergin, Faith; Weil, Kathryn; Tanaka, Masaomi (2024년 3월 23일). “Red Supergiant Candidates for Multimessenger Monitoring of the Next Galactic Supernova”. 《Monthly Notices of the Royal Astronomical Society》 529 (4): 3630–3650. arXiv:2307.08785. Bibcode:2024MNRAS.529.3630H. doi:10.1093/mnras/stae738. ISSN 0035-8711.
15. ↑  Josselin, E.; Plez, B. (July 2007). “Atmospheric dynamics and the mass loss process in red supergiant stars”. 《Astronomy & Astrophysics》 469 (2): 671–680. arXiv:0705.0266. Bibcode:2007A&A...469..671J. doi:10.1051/0004-6361:20066353. ISSN 0004-6361. S2CID 17789027.
16. ↑  Gvaramadze, V. V.; Menten, K. M.; Kniazev, A. Y.; Langer, N.; MacKey, J.; Kraus, A.; Meyer, D. M.-A.; Kamiński, T. (2014). “IRC -10414: A bow-shock-producing red supergiant star”. 《Monthly Notices of the Royal Astronomical Society》 437 (1): 843. arXiv:1310.2245. Bibcode:2014MNRAS.437..843G. doi:10.1093/mnras/stt1943.
17. ↑  Vallenari, A.; Brown, A. G. A.; Prusti, T. (2022년 6월 13일). “Gaia Data Release 3. Summary of the content and survey properties”. 《Astronomy & Astrophysics》 674. arXiv:2208.00211. Bibcode:2023A&A...674A...1G. doi:10.1051/0004-6361/202243940. hdl:10902/30704. ISSN 0004-6361. S2CID 244398875.
18. ↑  Arévalo, Aura de Las Estrellas Ramírez (July 2018). 《The Red Supergiants in the Supermassive Stellar Cluster Westerlund 1》 (학위논문). University of São Paulo. doi:10.11606/D.14.2019.tde-12092018-161841.
19. ↑  “GCVS: "==WY Vel"”. 《VizieR》. General Catalogue of Variable Stars @ Centre de données astronomiques de Strasbourg. 2024년 2월 11일에 확인함.
20. ↑  “HORIZONS Web-Interface”. 《ssd.jpl.nasa.gov》. 2021년 9월 25일에 확인함.
21. ↑  van Genderen, A. M.; Lobel, A.; Nieuwenhuijzen, H.; Henry, G. W.; De Jager, C.; Blown, E.; Di Scala, G.; Van Ballegoij, E. J. (2019). “Pulsations, eruptions, and evolution of four yellow hypergiants”. 《Astronomy and Astrophysics》 631: A48. arXiv:1910.02460. Bibcode:2019A&A...631A..48V. doi:10.1051/0004-6361/201834358. S2CID 203836020.
22. ↑  Ramstedt, S.; Schöier, F. L.; Olofsson, H. (2009). “Circumstellar molecular line emission from S-type AGB stars: mass-loss rates and SiO abundances”. 《아스트로노미 & 아스트로피직스》 499 (2): 515–527. Bibcode:2009A&A...499..515R. doi:10.1051/0004-6361/200911730.
23. ↑  Ramstedt, S.; Schöier, F. L.; Olofsson, H.; Lundgren, A. A. (2006). “Mass-loss properties of S-stars on the AGB”. 《아스트로노미 & 아스트로피직스》 454 (2): L103. Bibcode:2006A&A...454L.103R. doi:10.1051/0004-6361:20065285.
24. ↑  Bauer, W. H.; Gull, T. R.; Bennett, P. D. (2008). “Spatial Extension in the Ultraviolet Spectrum of Vv Cephei”. 《The Astronomical Journal》 136 (3): 1312. Bibcode:2008AJ....136.1312H. doi:10.1088/0004-6256/136/3/1312.
25. ↑  Marshall, Jonathan R; van Loon, Jacco Th; Matsuura, Mikako; Wood, Peter R; Zijlstra, Albert A; Whitelock, Patricia A (2004). “The AGB superwind speed at low metallicity”. 《Monthly Notices of the Royal Astronomical Society》 355 (4): 1348. arXiv:astro-ph/0410120. doi:10.1111/j.1365-2966.2004.08417.x.
26. 1 2 3 4 5  Levesque, E. M.; Massey, P.; Olsen, K. A. G.; Plez, B.; Meynet, G.; Maeder, A. (2006). “The Effective Temperatures and Physical Properties of Magellanic Cloud Red Supergiants: The Effects of Metallicity”. 《The Astrophysical Journal》 645 (2): 1102. arXiv:astro-ph/0603596. Bibcode:2006ApJ...645.1102L. doi:10.1086/504417.
27. ↑  Beasor, Emma R; Davies, Ben; Cabrera-Ziri, Ivan; Hurst, Georgia (2018년 9월 21일). “A critical re-evaluation of the Thorne–Żytkow object candidate HV 2112”. 《Monthly Notices of the Royal Astronomical Society》 479 (3): 3101–3105. arXiv:1806.07399. Bibcode:2018MNRAS.479.3101B. doi:10.1093/mnras/sty1744. ISSN 0035-8711.

## 같이 보기
- 겉보기 등급순 별 목록
- 절대 등급순 별 목록
- 질량이 큰 별 목록
- 가까운 별 목록